# Johnston (Pembrokeshire)
Johnston è un centro abitato del Galles, situato nella contea del Pembrokeshire.